# Zakłady mięsne w Grudziądzu

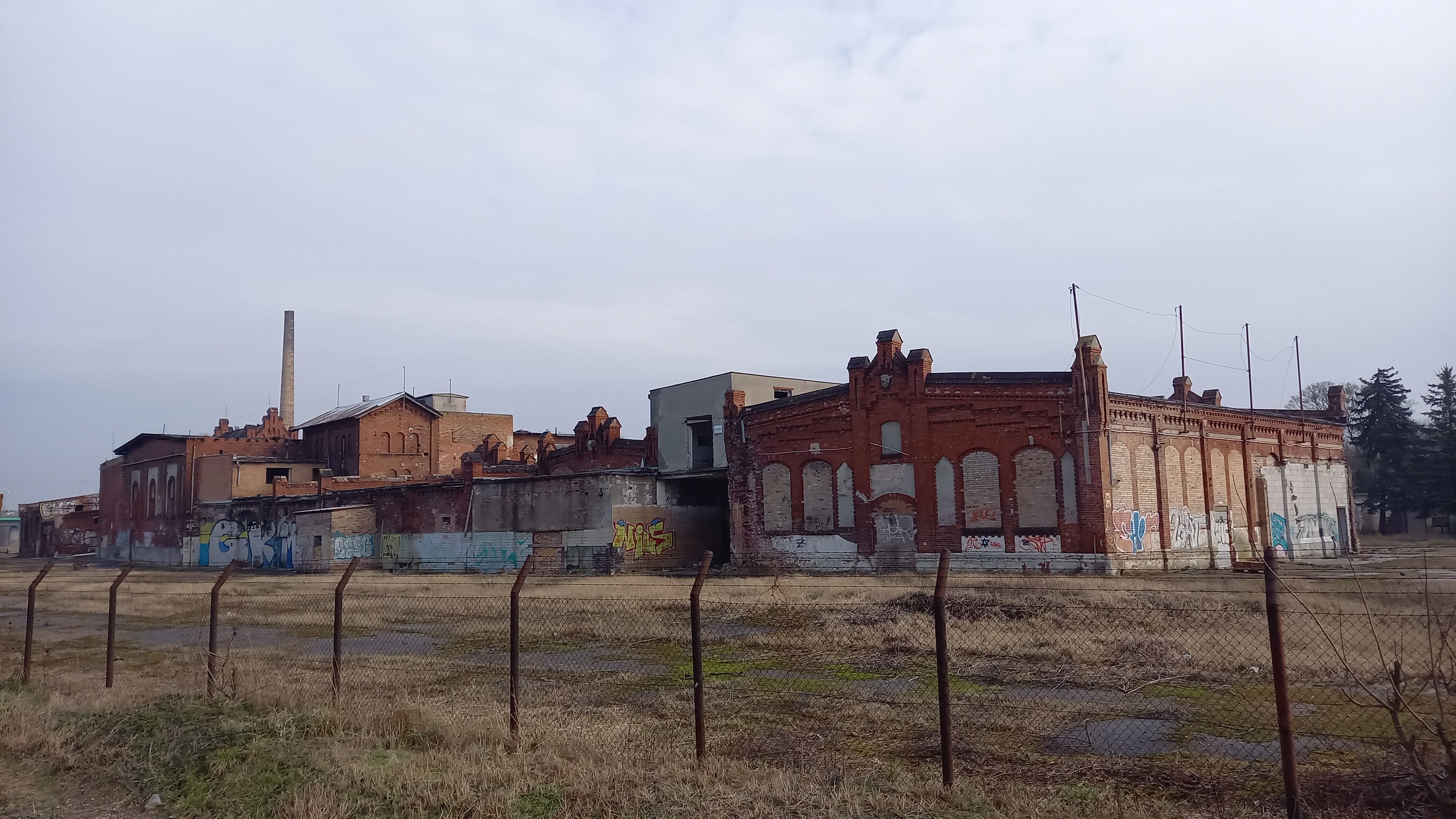
Budynki pozakładowe (w 2022 roku)

Zakłady Mięsne Grudziądz – zakład przetwórstwa mięsnego funkcjonujący w latach 1885–2007.

## Historia
- 13 grudnia 1885 – uruchomienie Rzeźni Miejskiej w Graudenz[2]
- W 1920 roku Rzeźna Miejska przeszła pod administrację władz polskich i stała się samodzielnym wydziałem magistratu.
- W 1922 roku nastąpiła rozbudowa i modernizacja zakładu do celów eksportowych, ogrodzono teren rzeźni.
- 1924-1925 – doprowadzono bocznicę kolejową.
- 1926-1929 – rozbudowano baseny peklownicze do produkcji bekonu oraz unowocześniono chłodnię eksportową. Powstała także szlamiarnia, jedyna w tym czasie w kraju. Pobudowano także składnicę do konserwacji i przechowywania skór.
- 1929 – powstała wędliniarnia oraz pomieszczenie do wydawania mięsa dla wojska, prowadzone przez prywatnego przedsiębiorcę.
- W 1934 r. nieopodal przy ulicy Chełmińskiej powstały zakłady produkcji konserw. Tak zwana „konserwówka” produkowała konserwy prawie wyłącznie na rynek USA[3].
- W bliżej nieokreślonym czasie w okresie międzywojennym zakład nosił nazwę "SAIR" sp. akc. Grudziądz Rzeźnia Miejska[4]
- 1945 – wznowienie działalności w dawnej wytwórni konserw – przetwórnia nr 7.
- 1949 – przekształcenie w przedsiębiorstwo państwowe: Zakłady Mięsne podległe pod Centralny Zarząd Przemysłu Mięsnego z siedzibą w Warszawie[5].
- 1949-1954 – modernizacja zakładu.
- 1952 – oddział w Świeciu w magazynach po bekonarni
- 1 września 1962 roku zaczęła działać Zasadnicza Szkoła Zawodowa dla Pracujących przy Zakładach Mięsnych w Grudziądzu, szkola działa przy ówczesnym Technikum i Zasadniczej Szkole Gastronomicznej
- 27 lutego 1968 – pożar wędliniarni.
- Od stycznia 1990 roku Zakład wydzielono ze struktur Centrali Zarządu Przemysłu Mięsnego, powołując samodzielne przedsiębiorstwo państwowe
- W 1993 przyjęto nazwę „Zakłady Mięsne w Grudziądzu”.
- W październiku 1998 przedsiębiorstwo przekształcono w „Zakłady Mięsne w Grudziądzu S.A.”
- Maj 2001- nieudana próba prywatyzacji przedsiębiorstwa[6][7]

## Dyrektorzy i prezesi
- Edmund Uhl – 1885
- Karol Keysser
- lek. wet. Franciszek Grajewski – 1.10.1920 – 08.1939
- dr Karl Geisller 1939-1944
- Tadeusz Krąkowski 01.05.1945 – 31.03.1949
- Henryk Żurawski – 31 stycznia 2007

## Zabytki
Na terenie po zakładach znajduje się zabytkowa hala główna z okresu powstania zakładu